# Miranda (1948)
Miranda (prt: Sereia Tentadora) é um filme de comédia britânico em preto e branco de 1948, dirigido por Ken Annakin e escrito por Peter Blackmore, que também escreveu a peça de mesmo nome da qual o filme foi adaptado. O filme é estrelado por Glynis Johns, Googie Withers, Griffith Jones, Margaret Rutherford, John McCallum e David Tomlinson. Denis Waldock forneceu diálogo adicional. A música do filme foi tocada pela Orquestra Sinfônica de Londres, dirigida por Muir Mathieson. O diretor de som foi BC Sewell.
O filme é uma comédia leve de fantasia sobre a bela e brincalhona sereia Miranda e seu efeito sobre os homens e mulheres que conhece, enquanto ela flerta e bajula escandalosamente todos os homens que conhece.
Glynis Johns e Margaret Rutherford reprisaram seus papéis na sequência colorida de 1954, Mad About Men.

## Elenco
- Glynis Johns como Miranda Trewella
- Googie Withers como Clare Martin
- Griffith Jones como Dr. Paul Martin
- John McCallum como Nigel
- Margaret Rutherford como enfermeira Carey
- David Tomlinson como Charles
- Yvonne Owen como Betty, a outra serva dos Martins e namorada de Charles
- Sonia Holm como Isabel
- Brian Oulton como Manell
- Zena Marshall como secretária
- Lyn Evans como proprietária da pousada
- Stringer Davis como atendente do museu
- Hal Osmond como Ferroviário Carman
- Maurice Denham como vendedor de berbigão

## Peça original
O filme foi baseado em uma peça de Peter Blackmore. Ele diz que se inspirou para escrevê-lo depois de ler um artigo científico sobre sereias.
Na peça em que o filme se baseia, Miranda eventualmente tem que retornar à Cornualha para desovar, para desgosto da esposa de Martin.
A peça fez sucesso em Londres - estrelada por Genine Graham - e teve exibição em Nova Iorque com Diana Lynn.

## Produção
O filme foi colocado em produção às pressas para chegar antes do Mr. Peabody and the Mermaid na tela. O diretor inicial foi Michael Chorlton. De acordo com Ken Annakin, as filmagens já duravam menos de duas semanas quando Chorlton foi demitido pelo chefe do estúdio, Sydney Box, que estava insatisfeito com a forma como o diretor lidou com o material, particularmente seu uso excessivo de técnicas de câmera grande angular e foco profundo. Box pediu a Annakin, que havia acabado de filmar Broken Journey, para assumir o controle, o que o diretor fez com relutância depois que Box apontou que era ele ou outra pessoa. Annakin assumiu com três dias de preparação.
Annakin disse que "o roteiro estava cheio de piadas engraçadas e bem testadas" e "inevitavelmente seria um filme do tipo teatral". Ele diz que "desprezava" Griffith Jones "como homem" porque era difícil de lidar, "sempre tentando superar os outros atores". Annakin diz que desenvolveu uma paixão por Johns durante as filmagens e ela tentou seduzi-lo uma noite (ela era casada, mas seu marido era gay) - mas ele recusou porque não queria que ela tivesse poder sobre ele. Eles fizeram mais seis filmes juntos.
Os créditos finais incluem a linha "Tail by Dunlop". Todas as cenas subaquáticas foram filmadas com uma dublê. Joan Hebden usou a cauda da Dunlop. Glynis Johns afirmou em entrevistas posteriores que a cauda de borracha era muito flutuante, o que causava problemas, pois tendia a manter a cabeça debaixo d'água.
Houve filmagens em Londres e Cornualha.

## Recepção

### Bilheteria
O filme foi um dos filmes mais populares de bilheteria britânica em 1948. De acordo com Kinematograph Weekly, o 'maior vencedor' de bilheteria em 1948, a Grã-Bretanha foi The Best Years of Our Lives com Spring in Park Lane sendo o melhor filme britânico e os 'vice-campeões' sendo It Always Rains on Sunday, My Brother Jonathan, Road to Rio, Miranda, An Ideal Husband, The Naked City, The Red Shoes, Green Dolphin Street, Forever Amber, Life with Father, The Weaker Sex, Oliver Twist, O Ídolo Caído e The Winslow Boy.
As receitas do produtor foram de £143.400 no Reino Unido e £32.600 no exterior, o que significa que registrou um lucro de £ 5.600. Annakin diz que o filme não era popular na América devido ao lançamento de Mr. Peabody and the Mermaid; ele afirma que os produtores do filme ameaçaram processar Gainsborough por violação de direitos autorais, mas estes foram protegidos pelo fato de ser baseado em uma peça.

## Lançamento do DVD
O filme foi lançado em vídeo caseiro pela primeira vez na América do Norte em DVD em 5 de julho de 2011 pela VCI Entertainment.

## Citação
- Annakin, Ken (2001). So you wanna be a director?. [S.l.]: Tomahawk Press